# Pulau Balai
Pulau Balai is een eiland (tevens een plaats met dezelfde naam), gelegen ten westen van Sumatra in het bestuurlijke gebied Aceh Singkil in de provincie Atjeh, Indonesië. Het dorp Balai telt 1608 inwoners (volkstelling 2010). Pulau Balai is een eiland van de Banyak-eilanden en daarvan het eiland met de meeste bewoners. 